# Charles Spencer-Churchill (9. książę Marlborough)
Charles Richard John Spencer-Churchill (ur. 13 listopada 1871 w Simli w Indiach, zm. 30 czerwca 1934) – brytyjski arystokrata i polityk, jedyny syn George'a Spencera-Churchilla, 8. księcia Marlborough i lady Alberthy Hamilton, córki 1. księcia Abercorn. Powszechnie nazywano go Sunny Marlborough. Jego bratem stryjecznym był Winston Churchill. Od urodzenia nosił tytuł hrabiego Sunderlandu. Kiedy w 1883 roku jego ojciec został 8. księciem Marlborough, on sam otrzymał tytuł markiza Blandfordu.
W 1884 roku rozpoczął naukę w Winchester College, którą później kontynuował w Trinity College w Cambridge. Po śmierci ojca w 1892 został 9. księciem Marlborough i uzyskał prawo do zasiadania w Izbie Lordów. Już 2 lutego 1894 został członkiem Tajnej Rady. W latach 1899–1902 pełnił funkcję Paymaster-General w rządzie lorda Salisbury. Walczył podczas II wojny burskiej. Został wspomniany w rozkazie dziennym i otrzymał awans na kapitana. 30 maja 1902 roku został kawalerem Orderu Podwiązki.
W latach 1903–1905 był parlamentarnym podsekretarzem stanu w ministerstwie ds. kolonii. W roku 1914 otrzymał awans na stopień podpułkownika. Brał udział w I wojnie światowej. Pracował wtedy w Sztabie Generalnym. Był również parlamentarnym sekretarzem Zarządu Rolnictwa i Rybołówstwa oraz Lordem Namiestnikiem Oxfordshire.
6 listopada 1896 roku w Saint Thomas Church w Nowym Jorku, poślubił Consuelo Vanderbilt (2 marca 1877 - 6 grudnia 1964), córkę magnata kolejowego Williama Kissama Vanderbilta i Alvy Smith, córki Murraya Smitha. Charles i Consuelo mieli dwóch synów:
- Johna Alberta Edwarda Williama Spencera-Churchilla (18 września 1897 - 11 marca 1972), 10. księcia Marlborough
- porucznika Ivora Charlesa Spencera-Churchilla (14 października 1898 - 17 września 1956), weterana I wojny światowej, kawalera Legii Honorowej, który ożenił się z Elisabeth Cunningham i miał dzieci.

Książę Marlborough użył pieniędzy Vanderbiltów do przebudowy swojej rodowej rezydencji, Blenheim Palace, w czym pomagała mu jego żona. Zatrudniono również architekta ogrodów Achille'a Duchene'a, aby zaprojektował wodny ogród na terenie pałacu.
Pierwsze małżeństwo księcia zaczęło się jednak psuć i w 1921 zakończyło się rozwodem, potwierdzonym w 1926 roku. W tym samym roku, 25 czerwca, książę poślubił Gladys Marie Deacon, córkę Edwarda Deacona. Gladys była amerykańską artystką i zapaloną ogrodniczką, przyczyniła się również do zmiany wizerunku pałacu, m.in. malując wielkie niebieskie oczy na suficie głównej sali pałacowej. Małżeństwo to było bezdzietne i nieszczęśliwe. W późniejszym czasie, podczas spożywania wspólnych obiadów, księżna Marlborough zawsze kładła obok swojego talerza nabity pistolet. Para znalazła się w końcu w stanie separacji, ale nigdy się nie rozwiodła.